# Лаван-ле-Сен-Клод
Лава́н-ле-Сен-Клод (фр. Lavans-lès-Saint-Claude) — муніципалітет у Франції, у регіоні Бургундія-Франш-Конте, департамент Жура. Населення — 2333 особи (01.01.2021).
Муніципалітет розташований на відстані близько 380 км на південний схід від Парижа, 100 км на південь від Безансона, 37 км на південний схід від Лонс-ле-Соньє.

## Історія
У 1956-2015 роках муніципалітет перебував у складі регіону Франш-Конте. Від 1 січня 2016 року належить до нового об'єднаного регіону Бургундія-Франш-Конте.
1 січня 2016 року до Лаван-ле-Сен-Клод приєднали колишній муніципалітет Понту.
1 січня 2019 року до Лаван-ле-Сен-Клод приєднали колишній муніципалітет Прас.

## Демографія
Динаміка населення (Insee ):
Розподіл населення за віком та статтю (2006):
| Стать | Всього | До 15 років | 15-24 | 25-44 | 45-64 | 65-85 | Понад 85 |
| --- | ------ | ----------- | ----- | ----- | ----- | ----- | -------- |
| Чоловіки | 964    | 208         | 132   | 212   | 272   | 120   | 20       |
| Жінки | 916    | 140         | 88    | 248   | 272   | 144   | 24       |
| \| Статево-вікова піраміда \| Статево-вікова піраміда \| Статево-вікова піраміда \| \| ----------------------- \| ----------------------- \| ----------------------- \| \| Чоловіки \| Вік \| Жінки \| \| 20 \| 85 + \| 24 \| \| 20 \| 80-84 \| 32 \| \| 32 \| 75-79 \| 40 \| \| 36 \| 70-74 \| 40 \| \| 32 \| 65-69 \| 32 \| \| 64 \| 60-64 \| 36 \| \| 64 \| 55-59 \| 64 \| \| 68 \| 50-54 \| 76 \| \| 76 \| 45-49 \| 96 \| \| 52 \| 40-44 \| 84 \| \| 52 \| 35-39 \| 56 \| \| 44 \| 30-34 \| 56 \| \| 64 \| 25-29 \| 52 \| \| 52 \| 20-24 \| 44 \| \| 80 \| 15-20 \| 44 \| \| 68 \| 10-14 \| 52 \| \| 64 \| 5-9 \| 32 \| \| 76 \| 0-4 \| 56 \| |        |             |       |       |       |       |          |
| Статево-вікова піраміда |        |             |       |       |       |       |          |
| Чоловіки | Вік    | Жінки       |       |       |       |       |          |
| 20 | 85 +   | 24          |       |       |       |       |          |
| 20 | 80-84  | 32          |       |       |       |       |          |
| 32 | 75-79  | 40          |       |       |       |       |          |
| 36 | 70-74  | 40          |       |       |       |       |          |
| 32 | 65-69  | 32          |       |       |       |       |          |
| 64 | 60-64  | 36          |       |       |       |       |          |
| 64 | 55-59  | 64          |       |       |       |       |          |
| 68 | 50-54  | 76          |       |       |       |       |          |
| 76 | 45-49  | 96          |       |       |       |       |          |
| 52 | 40-44  | 84          |       |       |       |       |          |
| 52 | 35-39  | 56          |       |       |       |       |          |
| 44 | 30-34  | 56          |       |       |       |       |          |
| 64 | 25-29  | 52          |       |       |       |       |          |
| 52 | 20-24  | 44          |       |       |       |       |          |
| 80 | 15-20  | 44          |       |       |       |       |          |
| 68 | 10-14  | 52          |       |       |       |       |          |
| 64 | 5-9    | 32          |       |       |       |       |          |
| 76 | 0-4    | 56          |       |       |       |       |          |

## Економіка
2010 року серед 1208 осіб працездатного віку (15—64 років) 901 була активною, 307 — неактивними (показник активності 74,6%, у 1999 році було 73,4%). З 901 активної мешканців працювали 823 особи (430 чоловіків та 393 жінки), безробітними було 78 (34 чоловіки та 44 жінки). Серед 307 неактивних 98 осіб було учнями чи студентами, 116 — пенсіонерами, 93 були неактивними з інших причин.

У 2010 році в муніципалітеті числилось 782 оподатковані домогосподарства, у яких проживали 1970,5 особи, медіана доходів виносила 17 873 євро на одного особоспоживача